# Mars Needs Women
Mars Needs Women este un film SF independent de televiziune cu buget redus din 1967 produs, scris și regizat de Larry Buchanan. În rolurile principale joacă actorii Tommy Kirk, Yvonne Craig și Byron Lord. 

## Prezentare
O stație militară americană din Houston, Serviciul de decodificare a Statelor Unite (United States Decoding Service, USDS), NASA Wing, a interceptat un mesaj din spațiul cosmic. După decodare, mesajul conține numai declarația criptică: "Marte... Are nevoie... Femei".
Marțienii au dezvoltat o deficiență genetică și se nasc acum doar copii de sex masculin. Se lansează o misiune pe Pământ, formată din cinci bărbați marțieni, condusă de Dop (Tommy Kirk). Odată ajunși la destinație, echipa lor intenționează să recruteze femei de pe Pământ ca să vină pe Marte pentru a se împerechea și a produce astfel descendenți de sex feminin, salvând civilizația lor de la dispariție. Folosind transponderul lor sofisticat, Dop încearcă să intre în contact cu armata americană, care a urmărit sosirea extratereștrilor pe Pământ.
Armata, în cele din urmă, îi consideră invadatori pe marțieni, așa că echipa se deghizează ca oamenii de pe Pământ, făcând rost de haine umane, bani, hărți și mijloace de transport. Echipa selectează candidatele potențiale, punând ochii pe patru femei americane: o tânără de la un liceu, o stewardesă, o dansatoare la bară și, mai ales, o cercetătoare recompensată cu premiul Pulitzer, dr. Bolen (Yvonne Craig), expertă în genetică spațială. Folosind hipnoza, femeile sunt capturate, dar Dop se îndrăgostește la prima vedere de doctorul Bolen; curând este pregătit să-și saboteze misiunea pentru ea. După ce militarii le descoperă ascunzătoarea, marțienii sunt forțați să se întoarcă acasă fără prizonierele lor. Planeta Marte are încă nevoie de femei.

## Distribuție
Rolurile principale și cele care apar pe genericul filmului:
- Tommy Kirk (ca Dop, Martian Fellow #1/Mr. Fast, a Seattle Sun reporter)
- Yvonne Craig (ca Dr. Marjorie Bolen)
- Warren Hammack (ca Martian Doctor/Fellow #2)
- Tony Huston (ca Martian Fellow #3, billed as Anthony Huston)
- Larry Tanner (ca Martian Fellow #4)
- Cal Duggan (ca Martian Fellow #5)
- Pat Delaney (ca artist abductee)
- Sherry Roberts (ca Brenda Knowlan, abductee)
- Donna Lindberg (ca Stewardess, abductee)
- "Bubbles" Cash (ca Stripper, abductee)
- Byron Lord (ca Col. Bob Page, U.S.D.S.)
- Roger Ready (ca Stimmons)
- Barnett Shaw (ca Man at military conference)
- Neil Fletcher (ca Secretary of Defense)
- Chet Davis (ca network news reporter)

## Legături externe
- Mars Needs Women la The Encyclopedia of Science Fiction
- Mars Needs Women la Allmovie
- Mars Needs Women la Internet Movie Database
- Mars Needs Women la TCM Movie Database

## Vezi și
- Devil Girl from Mars (1954); versiune similară cu inversare de genuri care folosește aceeași temă
- Mars Needs Moms (Mămici pentru Marte, 2011)
- Inginerie socială